# 명촌초등학교
명촌초등학교는 대한민국 울산광역시 북구에 있는 초등학교다.

## 학교 연혁
- 2003.09.01 명촌초등학교로 개교(32학급 학생 1,160명)
- 2003.09.01 초대 김재식 교장 부임
- 2004.04.01 교육인적자원부 지정 방과후 학교시설 활용연구학교 운영
- 2006.02.16 제3회 졸업(졸업생 누계 696명 졸업)
- 2006.03.01 52학급 편제(학생 1,900명)
- 2006.03.01 제2대 김명근 교장 부임
- 2007.02.15 제4회 졸업(졸업생 누계 980명 졸업)
- 2007.03.01 교육인적자원부 지정 수준별 과업 중심 교수 학습을 통한 초등 영어교육의 효율적 운영 방안 연구학교 운영
- 2007.03.01 54학급 편제(학생 2,016명)
- 2008.02.19 제5회 졸업(졸업생 누계 1,259명 졸업)
- 2008.03.01 54학급(학생 2,030명)
- 2008.03.01 교육인적자원부 지정 수준별 과업 중심 교수 학습을 통한 초등영어교육의 효율적 운영방안 연구학교 운영(2차년도)
- 2009.02.20 제6회 졸업(졸업생 누계 1,587명 졸업)
- 2009.03.01 제3대 송준화 교장 부임
- 2009.03.01 55(1)학급(학생 1,924명)
- 2010.02.18 제7회 졸업(졸업생 누계 1,895명 졸업)
- 2010.03.01 55(1)학급(학생 1,835명)
- 2011.02.18 제8회 졸업(졸업생 누계 2,185명 졸업)
- 2011.03.01 55(1)학급(학생 1,617명)
- 2012.02.16 제9회 졸업(졸업생 누계 2,438명 졸업)
- 2012.03.01 53(1)학급(학생 1,420명)
- 2013.02.19 제10회 졸업(졸업생 누계 2,775명 졸업)
- 2013.03.01 46(1)학급(학생 1,118명)
- 2013.03.01 제4대 황상순 교장 부임
- 2014.02.20 제11회 졸업(졸업생 누계 3,012명 졸업)
- 2014.03.01 39(1)학급(학생 995명)
- 2014.03.01 교육실습협력학교 지정(2014.03.01~2015.02.28)
- 2015.02.16 제12회 졸업(졸업생 누계 3,186명 졸업)
- 2015.03.01 37(1)학급 (학생 895명)